# IC 1025
IC 1025 ist eine Galaxie vom Hubble-Typ S im Sternbild Jungfrau an der Ekliptik. Sie ist rund 359 Millionen Lichtjahre von der Milchstraße entfernt.
Das Objekt wurde am 19. Juli 1892 von Stéphane Javelle entdeckt.